# 曉號列車
曉（日语： Akatsuki */?）號列車曾經是由日本國有鐵道（國鐵）與民營化後的西日本旅客鐵道（JR西日本）和九州旅客鐵道（JR九州）營運，行走於京都站/新大阪站至長崎站/佐世保站之間的臥鋪特急列車，途經東海道本線、山陽本線、鹿兒島本線和長崎本線。
本條目將會記載過往運行於京阪神至長崎縣（長崎本線、佐世保線）之間的夜間列車變遷。

## 概要
特急「曉」是行走於京阪神與九州之間夜行特急（關西藍色列車）的始祖，也是最後一批廢除，行走於該區間夜行特急。在1965年10月開設了臥鋪特急「曉」，當時行走於新大阪站至西鹿兒島站（現時：鹿兒島中央站）/長崎站之間。在開設此列車是為了透過轉乘東海道新幹線，使乘客可來往東京與九州之間。
在1968年10月，增加於佐世保站到發的班次。當時設有2個往返班次。在1970年代中期前，由於途經的路段還有非電氣化區間，因此該列車會稱為夜行客車特急。
在1972年10月增加1個往返班次，在1973年10月增至6個往返班次，在1974年4月再增加至7個往返班次。當時的「曉」擁有最多班次，成為為「曉」最頂盛時期。
在1975年3月，山陽新幹線全線開通，使「曉」於西鹿兒島站、熊本站到發的班次變為「明星」，使「曉」變成了只行走於京阪神與九州西部的列車。當時設有於長崎站/佐世保站到發、於長崎站到發與於佐世保站到發，上述各1個往返班次，合共提供3個往返班次。另外，自從「曉」開始運行以後，於關西到發的藍色列車基本上會在新大阪站到發，而在當天起，首次設有來往九州的藍色列車於大阪站到發。在這次修正中，下行前往長崎站/佐世保站，以及上行從佐世保站出發的班次都是在大阪站到發。另外，部分班次直至1985年前會改經筑豐本線，而該列車是國鐵時代最後途經筑豐本線的優等列車。
在1978年10月減至2個往返班次，在國鐵分割民營化前的1986年11月1日再減至1個往返班次。自此只變為行走於京阪神與長崎縣之間的優等列車。
在2000年3月，於佐世保站到發的班次被廢除，同時與「彗星」結併行走。在2005年10月起，隨著「彗星」被廢除，與「曉」結併的列車改為「那霸」。最後這個結併列車於2008年3月15日廢除。使行走於京阪神與九州之間的藍色列車與夜行定期列車在當天起畫上句號，結束42年半的服務。同時，再沒有駛入至長崎本線的夜行列車班次，再沒有非JR九州的直通列車駛入長崎本線，再沒有非JR九州的定期列車駛入JR九州在來線。
列車名稱「曉」是取自代表黎明的詞語。

## 運行概況

### 在廢除前一刻的運行概況
臥鋪特急「曉」是連接京阪神與九州西部之間的「關西藍色列車」之一。在2005年10月起至列車廢除前，於京都站至鳥栖站之間與「那霸」結併運輸。
列車編號會按不同的運輸線區而變更。在京都站至鳥栖站之間與「那霸」結併時，兩架列車使用相同編號，下行為 31 列車，上行為 32 列車。而在鳥栖站至長崎站之間，下行為 33 列車，上行為 34 列車。在設有佐世保站到發的班次時代，於佐世保站到發的編成與於長崎站到發的編成會在肥前山口站（現在：江北站）進行分離和結併作業作業。

#### 停車站
京都站 - 新大阪站 - 大阪站 - 三之宮站 - 姬路站 - 岡山站 - 倉敷站 - 福山站 - (尾道站) - (三原站) - 〔新山口站〕- 〔宇部站〕 - 〔厚狹站〕 - 下關站 - 門司站 - 小倉站 - 黑崎站 - 博多站 - 鳥栖站 - 佐賀站 - 肥前山口站【現在：江北站】 - 肥前鹿島站 - 諫早站 - 長崎站
- （　）為只有下行列車停靠，〔　〕為只有上行列車停靠
- 另外，下行列車會另外停靠廣島站、德山站、肥前七浦站、湯江站、市布站和現川站，上行列車會另外停靠浦上站、湯江站、肥前濱站、德山站和廣島站作運輸停車。

#### 使用車輛與編成
在客車方面，「曉」使用JR西日本京都綜合運輸所所屬的14系15形。這些客車是在1978年引入日本國鐵最後一款最新型的臥鋪客車，自當時起一直成為專用車輛。在列車廢除前，為唯一定期列車於JR九州範圍內使用其他JR公司的車輛。
在1990年3月起，普通車廂座位指定席改為與綠色車廂同級的躺椅，使用單人座位的「Legato座位」。該「Legato座位」與高速巴士同樣，都是一行設有獨立3張座位，以提高隱私度。
牽引機車方面，在京都站至下關站之間使用JR西日本下關地域鐵道部下關車輛管理室（相當於現時的下關綜合車輸所）所屬的EF66形電力機車。在與「那霸」結併後，EF65形1000番台（PF形）會執行前往關西方向的團體臨時列車之用。另外，在下關站至門司站之間使用JR九州大分鐵道事業部所屬的EF81形電力機車。在門司站至長崎站之間使用JR九州大分鐵道事業部所屬的ED76形電力機車。

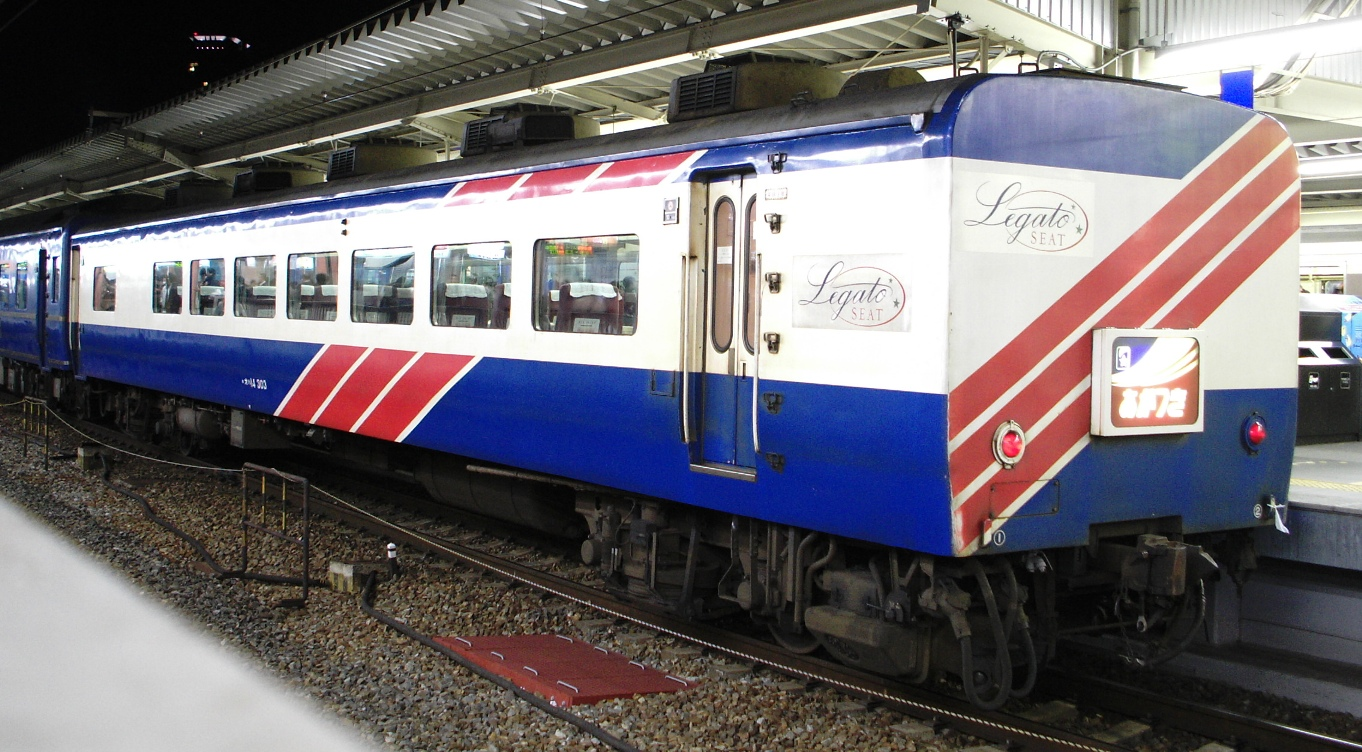
配置了「Legato座位」的14系300番台
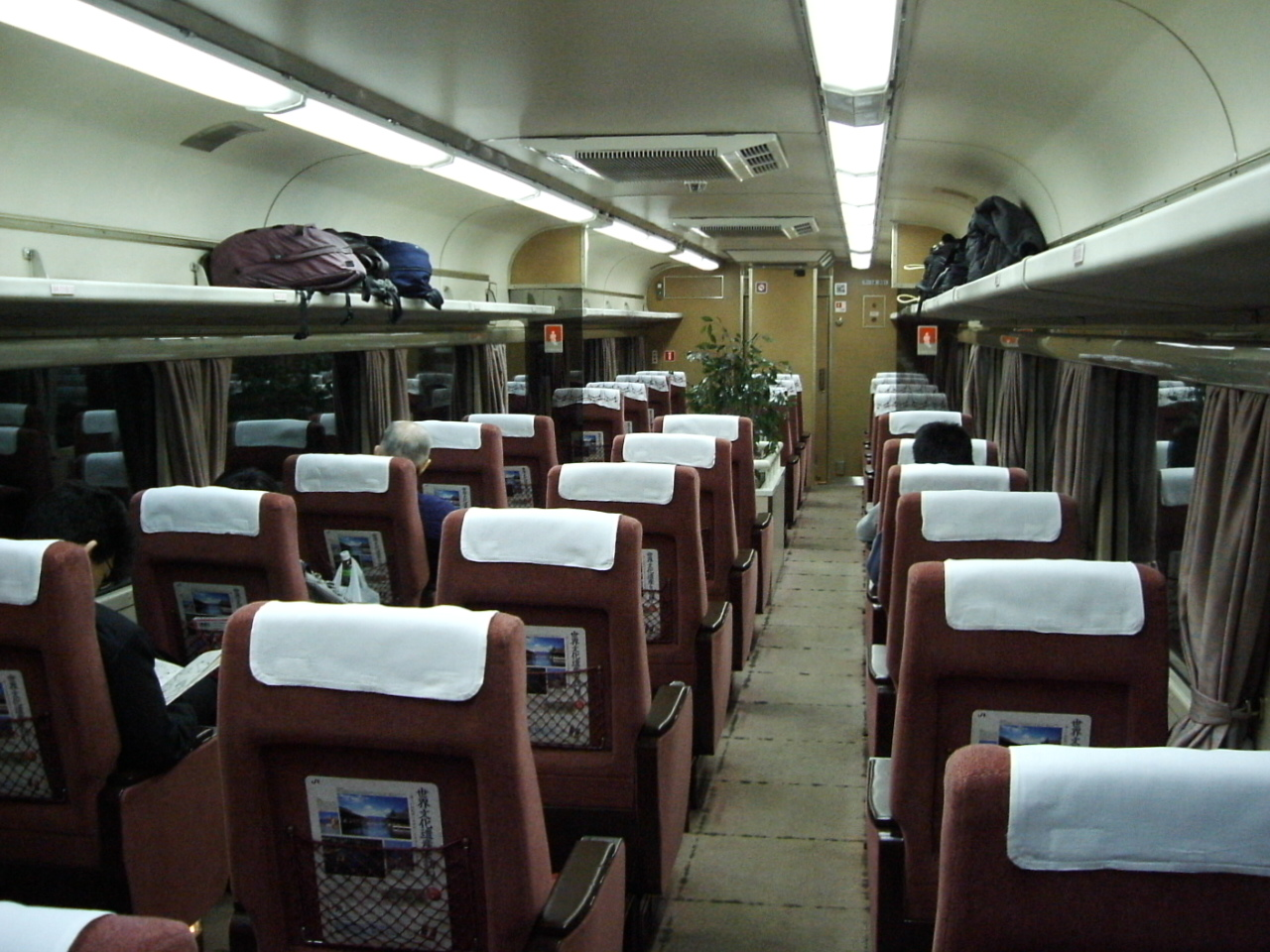
「Legato座位」車內 （2005年3月）
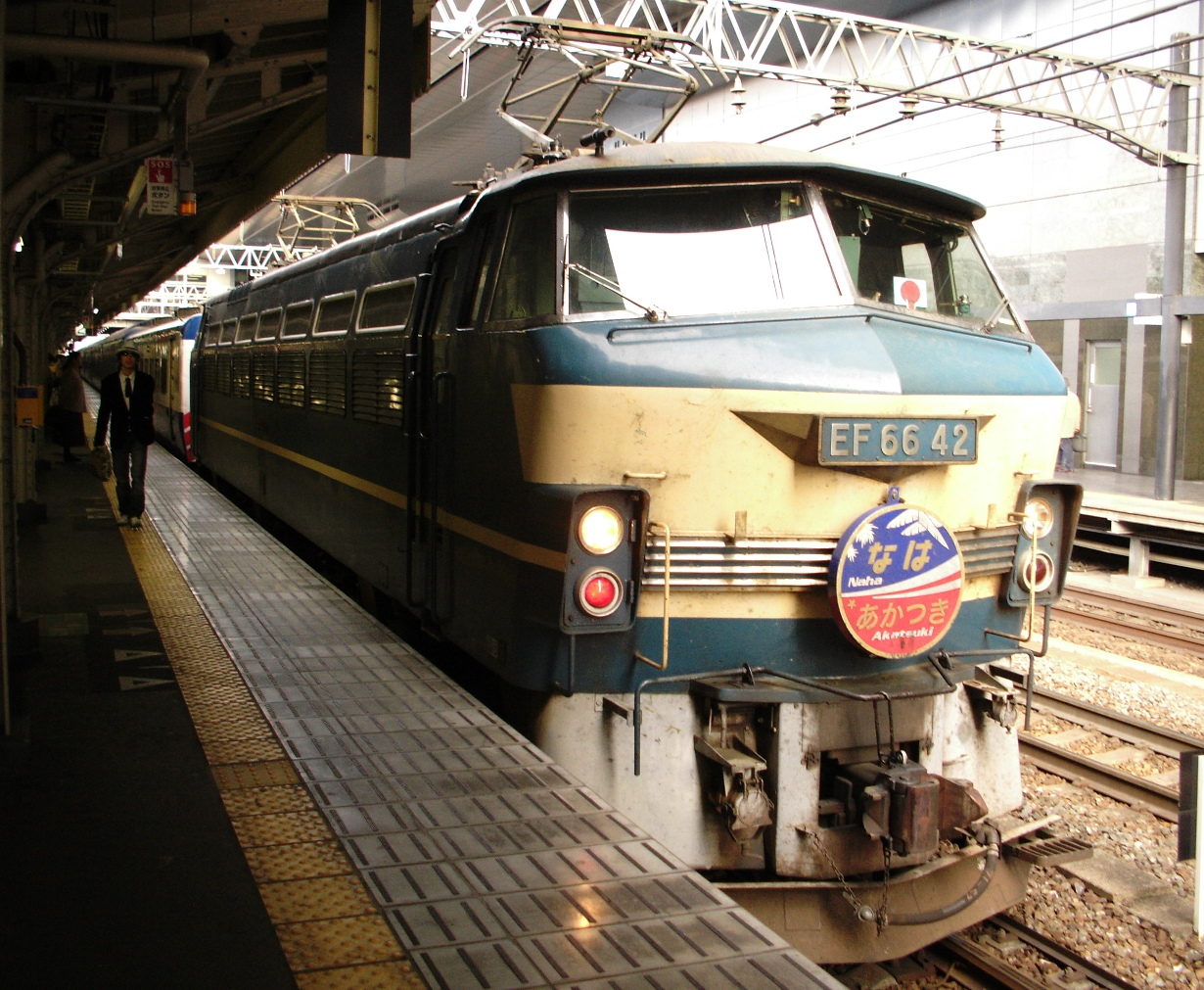
到達東海道本線京都站的上行「曉」
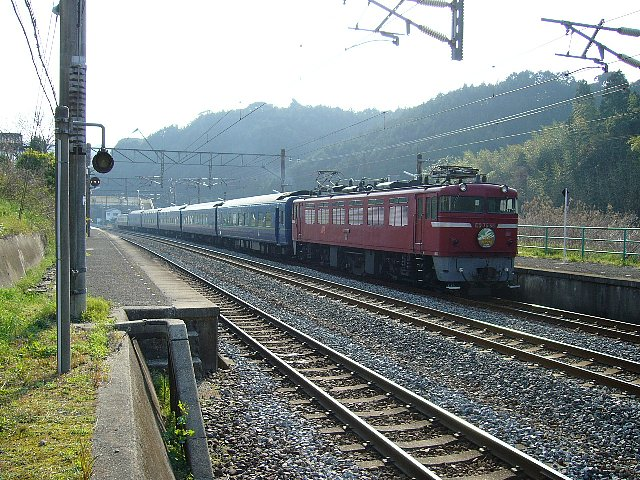
在長崎本線現川站待避的「曉」（2006年3月）

#### 車掌負責區
- 京都至下關之間：都列車區（日语：みやこ列車区）（JR西日本）
- 下關至長崎之間：門司車掌區（日语：門司車掌区）（JR九州）

### 使用車輛的變遷
在客車方面，自開始運行當初，使用當時唯一於臥鋪特急車輛上使用的20系客車。當初車輛來自向日町運輸所。在1968年10月起，「曉」（下行）1號和（上行）2號，於長崎站到發的編成改用來自品川客車區（後來為品川運輸所，現時為東京綜合車輛中心田町中心）的車輛。在該時間表修正前，「隼」的付屬編成原本是在博多站折返，在該時間表修正後，附屬編成改於長崎站到發，該編成的執行折番班次時會改為行走上行「曉」班次。使「曉」在當時使用了不在途經線區以外的車輛。
在1972年3月15日，「曉」（下行）1號和（上行）3號的西鹿兒島編成使用車輛也從來自向日町運輸所，變更為來自品川客車區。與上述情況相同，「曉」與「隼」共用客車。因此於西鹿兒島編成中，連結了個人獨立房間「Lumet」NaRoNe22形車輛，成為了首架於關西到發的臥鋪特急列車中，連結個人獨立房間。但是在同年7月15日起，由於編成變更的關係，使「隼」和「曉（下行）1號、（上行）3號」不再連結NaRoNe22形車輛。
在1972年「曉」加班以後，引入了被稱為「新型藍色列車」的14系客車和24系、24系25形客車。
在1975年（昭和50年）3月起，所有「曉」的客車均為14系、24系。當中，「曉」和「明星」所使用的14系客車是來自長崎縣佐世保市早岐客貨車區，而該客車會錯誤地使用在行走於大阪站至青森站之間的「日本海」（下行2號，上行1號），造成一列來自長崎縣的車輛會駛至很遠的青森站。但是由於「曉」、「明星」與「日本海」共用客車，而「日本海」所途經的羽越本線和奧羽本線會因為大雪使列車誤點，這影響「曉」和「明星」的班次。
在1978年（昭和53年），「曉」的客車改用國鐵最後一款新型客車14系15形客車。同時不再與「日本海」共用客車。隨後，客車雖然在民營化前從早岐客貨車區轉移至向日町運輸所，但是「曉」仍然繼續使用二段式B寢台車。
牽引機車方面，雖然「曉」是於關西到發的藍色列車，但是在關西至下關站之間會使用來自東京機關區（相當於現時東京綜合車輛中心田町中心）的EF65形500番台（P形），加上使用較高級的20系客車，使「曉」的編成組合媲美於東京站到發的藍色列車。後來，隨著於關西到發的藍色列車加班，直流區間改由EF58形牽引，在EF58（P形）不足夠的時期，會使用EF65形1000番台或EF65形500番台（F形）牽引。後來，牽引機車改為EF65形1000番台，最後在廢除前使用EF66形牽引。

## 來往京阪神與九州西部之間的夜行優等列車概略

### 平戶、西海
「平戶」是在1961年10月至1968年9月之間，行走於京都站/大阪站至佐世保站之間的急行列車。由於在行走時段期間維持高乘車率，因此曾另外開設不定期列車。1968年10月，在列車名稱重組下併入至「西海」，使「平戶」被廢除。「西海」是在1954年10月起，行走於東京站至佐世保站之間的急行列車。在1968年，行走區間改為大阪站至佐世保站之間，同時隨著與「平戶」併入至「西海」，使「西海」增至2個往返班次。
在1975年3月，山陽新幹線全線開業。「西海」只剩下1個往返班次，該班次只連結座位車廂，並在新大阪站至肥前山口站（現時：江北站）之間與「雲仙」結併運輸。後來隨著客量持續減少，「西海」於1980年10月被廢除。

### 雲仙
「雲仙」是在1948年8月起，行走於東京站至長崎站之間的急行列車。在1968年10月，行走區間縮短為京都站至長崎站之間。成為了連接京阪神與長崎縣之間的列車。在最頂盛期時共有3個往返班次。後來在1975年3月，隨著山陽新幹線全線開業，「雲仙」只剩下1個往返班次，該班次只連結座位車廂，並在新大阪站至肥前山口站（現時：江北站）之間與「西海」結併運輸。後來隨著客量持續減少，「雲仙」於1980年10月被廢除。

## 京阪神至長崎縣（長崎本線、佐世保線）之間的夜間列車變遷

### 早期
- 1956年（昭和31年）11月19日：原本行走於京都站至博多站之間的準急205、206列車升級為急行列車。行走區間改為京都站至長崎站之間（途經大村線），並且把班次命名為「玄海」（日语：／）。
- 1957年（昭和32年）10月1日：「玄海」被廢除。
- 1958年（昭和33年）10月1日：開設行走於京都站至博多站之間的急行「玄海」。
- 1961年（昭和36年）10月1日：實施名為36·10（日语：サンロクトオ）的時間表修正，設有以下變更。
  1. 「玄海」的行走區間改為京都站至長崎站之間（途經長崎本線的肥前鹿島站）。
  2. 開設「玄海」的不定期列車班次，行走於大阪站至長崎站之間，共1個往返班次。
  3. 開設行走於大阪站至佐世保站之間的急行「平戶」。
  4. 開設行走於東京站至長崎站/大分站之間的觀光團體專用列車（日语：団体専用列車#観光団体専用列車）「九州觀光團體專用列車」。

### 關西藍色列車「曉」開始運行
- 1965年（昭和40年）10月1日：實施時間表修正，設有以下變更（1965年10月1日·11月1日日本國鐵時間表修正（日语：1965年10月1日・11月1日国鉄ダイヤ改正））
  1. 開設行走於新大阪站至西鹿兒島站/長崎站之間的臥鋪特急「曉」。當時使用20系客車，為一列藍色列車。
  2. 開記行走於大阪站至早岐站/大分站之間的觀光團體專用列車「九州第2觀光號」，部分編成於博多站到發。「九州觀光團體專用列車」改名為「九州第1觀光號」。駛入大分站的觀光團體專用列車只有下行「第2觀光號」和上行「第1觀光號」。而兩列車在博多站至肥前山口站之間結併運輸。
  3. 「平戶」的行走區間改為京都站至佐世保站之間。
- 1967年（昭和42年）10月1日：觀光團體專用列車設有以下變更：
  1. 「九州第1觀光號」改名為急行「五島」（日语：／）和「國東」。行走區間改為東京站至長崎站/大分站之間（上下行的行走區間相同）。
  2. 「九州第2觀光號」改名為急行「平戶2號」和「夕月2号」（日语：／）。行走區間改為大阪站至早岐站/大分站之間（上下行的行走區間相同）。
- 1968年（昭和43年）10月1日：實施名為43·10（日语：ヨンサントオ）的時間表修正，設有以下變更。
  1. 「曉」增加1個往返班次，新增的班次為行走於新大阪站至西鹿兒島站/佐世保站之間，使「曉」共有2個往返班次。
  2. 而原本行走於新大阪站至西鹿兒島站/長崎站之間的「曉」班次中，長崎站到發的編成與行走於東京站至西鹿兒島站/長崎站之間的「隼」共用客車。
  3. 開設行走於大阪站至佐世保站之間的「西海」，共有2個往返班次。「平戶」因併入至「西海」而被廢除。
  4. 開設行走於京都站至長崎站之間的「雲仙」，共有1個往返班次。「玄海」因併入至「雲仙」而被廢除。
  5. 「九州觀光號」變為季節性列車，並有以下變更。
    1. 「五島」改名為「長崎」，「國東」被廢除。
    2. 「平戶2號」改名為「別府2號」。
- 1970年（昭和45年）10月1日：原本行走於東京站至長崎站之間的「長崎」之運行區間改為大阪站至長崎站之間。同時併入至「雲仙」，使「雲仙」共有2個往返班次。

### 「曉」最頂盛時期
- 1972年（昭和47年）
  - 3月15日：隨著山陽新幹線新大阪站至岡山站之間開業而實施時間表修正，設有以下變更（1972年3月15日日本國鐵時間表修正（日语：1972年3月15日国鉄ダイヤ改正））。
    1. 「曉」設有以下變更：
      1. 「曉」增加1個往返班次（下行3號、上行1號），新增的班次行走於新大阪站至熊本站/長崎站之間。使「曉」共有3個往返班次。當天起，原本從西鹿兒島站/長崎站出發的班次由上行2號改為上行3號，從西鹿兒島站/佐世保站出發的班次由上行1號改為上行2號。
      2. 「曉」（下行）1號和（上行）3號西鹿兒島編成的使用車輛從來自向日町運輸所改為品川客車區（即後來的品川運輸所（日语：品川運転所））。這些班次的客車與「隼」完全共用（當時的編成圖（日语：Template:JNR PC 20 coupled on Roomette 1968-1972））。

    2. 「雲仙」的季節列車中，1個往返班次改為於新大阪站到發。

  - 10月2日：「曉」增加1個往返班次（下行2號、上行3號），新增的班次行走於新大阪站至熊本站之間。使「曉」共有4個往返班次。同時，4個往返班次中，3個往返班次使用14系客車。原本從西鹿兒島站/長崎站出發的班次由上行3號改為上行4號，從西鹿兒島站/佐世保站出發的班次由下行2號改為下行3號。同日，長崎本線新線區間（途經市布站）開通，「曉」從舊線（經長與站）改經新線。
- 1973年（昭和48年）10月1日：實施時間表修正，設有以下變更（1973年時間表修正（日语：1961年-1975年の国鉄ダイヤ改正#1973年（昭和48年）））。
  1. 「雲仙」、「西海」的季節列車中，各1個往返班次併合至「曉」。使「曉」共有6個往返班次，包括行走於新大阪站至西鹿兒島站（2個往返班次）、新大阪站至西鹿兒島站/長崎站、新大阪站至長崎站/佐世保站、新大阪站至長崎站、新大阪站至佐世保站之間（於佐世保站到發的列車班次與「彗星」於新大阪站至門司站之間結併運輸）。
  2. 「曉」開始使用24系客車。
- 1974年（昭和49年）4月25日：「曉」增加1個往返班次，新增的班次行走於新大阪站至熊本站之間。使「曉」共有7個往返班次。另外，部分列車使用新製造的24系25形客車，2段B寢台首次登場。當時的「曉」設有以下班次：
  - 21、22列車：新大阪站至西鹿兒島站/長崎站（下行1號、上行7號）當時的編成圖（日语：Template:JNR PC 20 at Shinagawa Depot 1972-1975）…該班次的客車與「隼」共用，並連結餐車。
  - 23、24列車：新大阪站至西鹿兒島站（下行2號、上行5號）當時的編成圖（日语：Template:JNR_PC_14_Format_1974）…付屬編成於熊本站到發。該班次原本連結餐車，但是於同年11月1日起不再連結餐車。
  - 25、26列車：新大阪站至長崎站（下行3號、上行1號）當時的編成圖（日语：Template:JNR PC25 Primary Format 1974#25）
  - 29、30列車：新大阪站至西鹿兒島站（下行4號、上行4號）當時的編成圖（日语：Template:JNRPC24 Primary Format 1973#24）…付屬編成於熊本站到發。餐食只於門司站至西鹿兒島站之間營業。
  - 31、32列車：新大阪站至佐世保站（下行5號、上行3號）當時的編成圖（日语：Template:JNR_PC_14_Format_1974）…新大阪站至門司站之間與「彗星」下行3號、上行2號結併運輸。餐車暫停營業。
  - 33、34列車：新大阪站至熊本站（下行6號、上行2號）當時的編成圖（日语：Template:JNR PC25 Primary Format 1974#25）
  - 35、36列車：新大阪站至長崎站/佐世保站（下行7號、上行6號）當時的編成圖（日语：Template:JNR_PC_14_Format_1974）…付屬編成於佐世保站到發。餐車暫停營業。

### 山陽新幹線全線開通以後

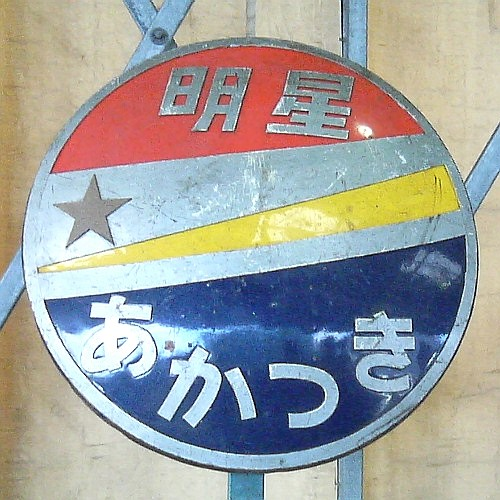
在1984年2月時間表修正中，「明星」廢除前所使用的「明星、曉」的頭牌

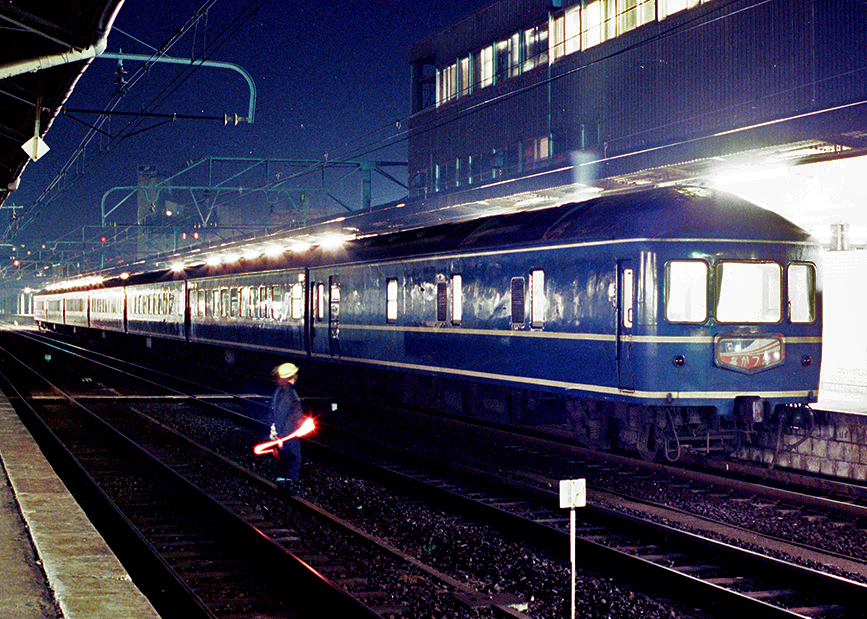
20系客車「曉81號」（1987年，下關站）

- 1975年（昭和50年）3月10日：隨著山陽新幹線全線開通而實施時間表修正，設有以下變更：
  1. 「曉」在西鹿兒島站/熊本站到發的班次均改名為「明星」。使「曉」剩下3個往返班次，包括行走於新大阪站至長崎站/佐世保站之間、新大阪站至長崎站之間（與「明星」結併運輸）和新大阪站至佐世保站之間（與「明星」結併運輸）。下行前往長崎站/佐世保站的班次，以及上行從佐世保站出發的班次改於大阪站到發。
  2. 「曉」所有班次使用14系、24系客車。同時所有班次的餐車均不再營業。
  3. 「雲仙」、「西海」的使用車輛改為14系座位車廂。行走區間改為新大阪站至長崎站/佐世保站之間。兩列車在新大阪站至肥前山口站（現時：江北站）之間結併運輸。
  4. 「雲仙」的季節列車班次被廢除。
- 1978年（昭和53年）10月2日：實施名為53·10（日语：ゴーサントオ）的時間表修正，設有以下變更：
  1. 隨著取消與「明星」結併運輸。「曉」整合為2個往返班次，1、2號為行走於大阪站至長崎站/佐世保站之間，3、4號為行走於新大阪站至長崎站、佐世保站之間（實際上沒有改變駛入長崎站和佐世保站的班次數目）。1、4號的基本編成於佐世保站到發，2、3號的基本編成於長崎站到發。另外，2、3號於佐世保站到發的編成改經筑豐本線（該列車的分離與結併作業於門司站進行）。
    - 「髒曉」2、3號，在門司站進行分離與結併作業前後，兩抽編成在原田站至肥前山口站（現時：江北站）之間會重疊行走，使發生於同一路線同一方向上設有2班同名同號的列車行走。而兩抽編成在重疊區間停靠的車站中（鳥栖站、佐賀站和肥前山口站（現時：江北站），另外3號前往佐世保站的編成會設有釋放座位的安排），曾發生乘客乘車後「發現沒有指定的車廂編號」。另外，由於途經筑豐本線的路段短10.6公里，3號前往佐世保站的編成需要在門司站等待前往長崎站的編成出發後，把另一架機車連結才可繼續出發，隨後受到筑豐本線內最高時速影響，使前往佐世保站的編成在到達鳥栖站、佐賀站和肥前山口站（現時：江北站）的時間比前往長崎站的編成遲約30分鐘。推理作家西村京太郎在他的著作《寢台特急曉殺人事件》中使用了這一點作為殺人詭計。

  2. 「曉」所有班次均使用14系15形客車。可參見右方編成圖。
  3. 「雲仙」、「西海」的下行列車改從大阪站出發。
- 1980年（昭和55年）10月1日：「雲仙」、「西海」被廢除。
- 1984年（昭和59年）2月1日：「曉」設有以下變更：
  1. 1、2號改於新大阪站到發（再次把所有班次從新大阪站到發）。
  2. 1、4號於佐世保站到發的編成與於西鹿兒島站到發的「明星」結併（結併區間為新大阪站至鳥栖站之間）。「曉」於佐世保站到發的班次減少至1個往返班次。
- 1985年（昭和60年）3月14日：「曉」2、3號於佐世保站到發的編成中，由原本途經筑豐本線改為途經博多站。自此，再沒有本州直通列車途經筑豐本線。
- 1986年（昭和61年）11月1日：實施時間表修正，設有以下變更（1986年11月1日日本國鐵時間表修正（日语：1986年11月1日国鉄ダイヤ改正））。
  1. 「明星」、「曉1、4號」變為臨時列車，並改用20系客車。「曉」的定期列車只剩下行走於新大阪站至長崎站/佐世保站之間的1個往返班次。由於只有1個往返班次，因此不再標示班次編號。
  2. 「曉」於佐世保站到發的編成連結普通車廂座位指定席（OHa14）。

### 國鐵分割民營化後
- 1990年（平成2年）
  - 3月10日：於長崎站到發的編成開始連結普通車廂座位指定席「Legato座位」。從來只於佐世保站到發編成連結座位車廂，當天起改為連結B寢台。
  - 11月21日：關於臨時「曉81、82號」，由於車輛老化，因此當日改為行走急行「雲仙」。
- 1991年（平成3年）3月16日：「曉」於新大阪站到發的班次延長至於京都站到發。
- 1992年（平成4年）3月14日：於長崎站到發的編成開始連結B寢台個人專用房間「Solo」。
- 1994年（平成6年）12月3日：「雲仙」被廢除。
- 1995年（平成7年）
  - 1月17日：受到阪神大地震的影響，當日起暫停服務。
  - 1月30日：重開臨時寢台特急「曉81、82號」。由於JR神戶線的復修工程還未完成，大阪站至姬路站之間繞經福知山線、山陰本線和播但線[2]。詳情參見#阪神淡路大地震之繞路行駛一節。
  - 4月1日：隨著JR神戶線復修工程完成，「曉」重開[3]。
- 1998年（平成10年）10月3日：「Sunrise出雲」在同年7月開始運行，以取代「出雲2、3號」。使「出雲2、3號」所使用的個人專用A寢台房間「Single Deluxe(DX)」和雙人專用B寢台房間「Twin」、「Single Twin」開始連結「曉」的長崎站到發編成[4]。從来長崎站到發的編成只連結「Solo」車廂[4]。右邊的編成圖為單獨運輸時期的最終編成。

### 「曉」的終結
| |                               |                               |                               |                               |                               |                               |                           |                           |                           |                           |                           |                           |                           |                           |
| 彗星、曉 |                               |                               |                               |                               |                               |                               |                           |                           |                           |                           |                           |                           |                           |                           |
| ←南宮崎、長崎方向京都方向→ |                               |                               |                               |                               |                               |                               |                           |                           |                           |                           |                           |                           |                           |                           |
| \| 列車名稱 運輸區間 \| 「彗星」 京都站至南宮崎站之間 \| 「彗星」 京都站至南宮崎站之間 \| 「彗星」 京都站至南宮崎站之間 \| 「彗星」 京都站至南宮崎站之間 \| 「彗星」 京都站至南宮崎站之間 \| 「彗星」 京都站至南宮崎站之間 \| 「曉」 京都站至長崎站之間 \| 「曉」 京都站至長崎站之間 \| 「曉」 京都站至長崎站之間 \| 「曉」 京都站至長崎站之間 \| 「曉」 京都站至長崎站之間 \| 「曉」 京都站至長崎站之間 \| 「曉」 京都站至長崎站之間 \| 「曉」 京都站至長崎站之間 \| \| 車廂號碼 \| 1 \| 2 \| (3) \| (4) \| 5 \| 6 \| 7 \| (8) \| 9 \| 10 \| 11 \| 12 \| 13 \| 14 \| \| 座位 \| B \| B1 \| B \| B \| B \| B \| B \| B \| B \| BC \| B \| A1 \| B1/B2 \| L \| |                               |                               |                               |                               |                               |                               |                           |                           |                           |                           |                           |                           |                           |                           |
| - 京都站至門司站之間結併運輸。 - ( ) 於繁忙時期連結。 |                               |                               |                               |                               |                               |                               |                           |                           |                           |                           |                           |                           |                           |                           |
| 圖例 A1=1人專用獨立包廂A寢台「Single Deluxe」 B1=1人專用獨立包廂B寢台「Solo」 B1/B2=1人專用獨立包廂B寢台「Single Twin」、2專用獨立包廂B寢台「Twin」組合車 BC=簡單4人專用B寢台「B間隔」 B=開放式B寢台 L=普通車廂座位指定席「Legato Seat」（座位車廂，設置女性專用座位） |                               |                               |                               |                               |                               |                               |                           |                           |                           |                           |                           |                           |                           |                           |
| 列車名稱 運輸區間 | 「彗星」 京都站至南宮崎站之間 | 「彗星」 京都站至南宮崎站之間 | 「彗星」 京都站至南宮崎站之間 | 「彗星」 京都站至南宮崎站之間 | 「彗星」 京都站至南宮崎站之間 | 「彗星」 京都站至南宮崎站之間 | 「曉」 京都站至長崎站之間 | 「曉」 京都站至長崎站之間 | 「曉」 京都站至長崎站之間 | 「曉」 京都站至長崎站之間 | 「曉」 京都站至長崎站之間 | 「曉」 京都站至長崎站之間 | 「曉」 京都站至長崎站之間 | 「曉」 京都站至長崎站之間 |
| 車廂號碼 | 1                             | 2                             | (3)                           | (4)                           | 5                             | 6                             | 7                         | (8)                       | 9                         | 10                        | 11                        | 12                        | 13                        | 14                        |
| 座位 | B                             | B1                            | B                             | B                             | B                             | B                             | B                         | B                         | B                         | BC                        | B                         | A1                        | B1/B2                     | L                         |

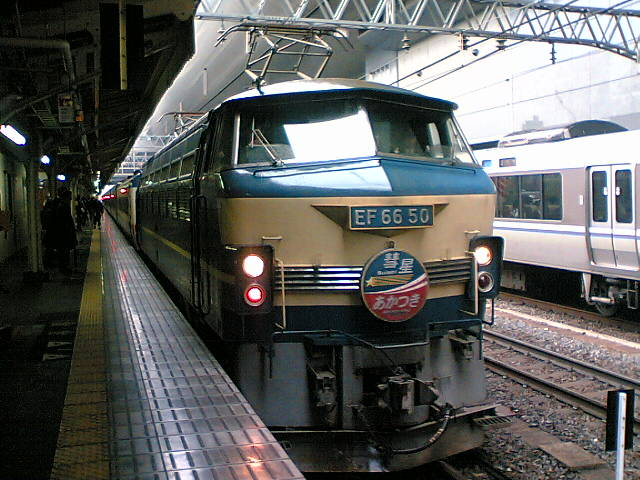
與「彗星」結併運行時期

- 2000年（平成12年）3月11日：實施時間表修正，「曉」於佐世保站到發的班次被廢除，並開始與於南宮崎站到發的「彗星」結併運輸[5]。自此，再沒有夜行列車與其他JR公司的直通列車駛入佐世保線。
  - 自此，原本於新大阪站到發的「彗星」為了「曉」而改於京都站到發。而「彗星」原本不停靠三之宮站，而是停靠神戶站。為了配合「曉」而改停三之宮站。「曉」的「HiRuNe票」安排也中止。
  - 關於編成，原本「曉」的佐世保站到發編成在這次時間表修正中改為「彗星」（但是在淡季時，車輛數目由5卡減至4卡）。長崎站到發的編成方面，只有部分車輛改變行車方向，車輛數目與單獨行走時代一樣，沒有變更。
- 2005年（平成17年）10月1日：「彗星」被廢除，並在京都站至鳥栖站之間開始與「那霸」結併運輸[6]。
  - 「曉」縮短至6卡編成。在當天至「曉」廢除前，再次連結個人專用B寢台房間「Solo」，該車輛原本是連結在「彗星」的編成中。同時「曉」不再連結簡易4人專用B寢台「B Compartment」。

| 編成     | 彗星編成 京都→大分 | 彗星編成 京都→大分 | 彗星編成 京都→大分 | 彗星編成 京都→大分 | 彗星編成 京都→大分 | 彗星編成 京都→大分 | 曉編成 京都→長崎 | 曉編成 京都→長崎 | 曉編成 京都→長崎 | 曉編成 京都→長崎 | 曉編成 京都→長崎 | 曉編成 京都→長崎 |
| 車廂編號 | 1                  | 2                  | 3                  | 4                  | 5                  | 6                  | 7                | 8                | 9                | 10               | 11               | 12               |
| 客車款式 | SuHaNeFu15 3       | OHaNe15 353        | OHaNe15 31         | OHaNe15 32         | OHaNe15 41         | SuHaNeFu15 4       | SuHaNeFu15 14    | ORoNe14 303      | OHaNe14 303      | OHaNe15 351      | SuHaNeFu15 7     | OHa14 301        |
| 機車     | 京都→下關 EF66-42  | 京都→下關 EF66-42  | 京都→下關 EF66-42  | 京都→下關 EF66-42  | 下關→門司 EF81-    | 下關→門司 EF81-    | 下關→門司 EF81-  | 下關→門司 EF81-  | 門司→長崎 ED76-  | 門司→長崎 ED76-  | 門司→長崎 ED76-  | 門司→長崎 ED76-  |

| 編成     | 彗星編成 南宮崎→京都 | 彗星編成 南宮崎→京都 | 彗星編成 南宮崎→京都 | 彗星編成 南宮崎→京都 | 彗星編成 南宮崎→京都 | 彗星編成 南宮崎→京都 | 曉編成 長崎→京都 | 曉編成 長崎→京都 | 曉編成 長崎→京都   | 曉編成 長崎→京都   | 曉編成 長崎→京都  | 曉編成 長崎→京都  | 曉編成 長崎→京都  |
| 車廂編號 | 1                    | 2                    | 3                    | 4                    | 5                    | 6                    | 7                | 9                | 10                 | 11                 | 12                | 13                | 14                |
| 客車款式 | OHaNeFu15 19         | OHaNe15 352          | OHaNe15 37           | OHaNe15 33           | OHaNe15 42           | OHaNeFu15 17         | OHaNeFu15 18     | OHaNe15 40       | OHaNe15 30         | OHaNeFu15 12       | ORoNe14 302       | OHaNe14 302       | OHa14 302         |
| 機車     | 南宮崎→大分 ED76-87  | 南宮崎→大分 ED76-87  | 南宮崎→大分 ED76-87  | 大分→門司 ED76-66    | 大分→門司 ED76-66    | 大分→門司 ED76-66    | 長崎→門司 ED76-  | 長崎→門司 ED76-  | 門司→下關 EF81-410 | 門司→下關 EF81-410 | 下關→京都 EF66-53 | 下關→京都 EF66-53 | 下關→京都 EF66-53 |

- 2008年（平成20年）3月15日：實施時間表修正，「曉」被廢除。自此，再沒有夜行列車與其他JR公司的直通列車駛入長崎本線。
  - 在「曉」廢除後，行走於博多站至長崎站之間的特急「鷗」增加1個往返班次以作補償。
  - 自此，本州與九州之間的藍色列車只剩下「富士」、「隼」的1個往返班次。而京阪神與九州之間的夜行列車只剩下臨時列車「月光九州」。

| 「那霸・曉」於最後一天之編成 |                     |                     |                     |                     |                     |                   |                    |                    |                    |                   |                   |                   |
| ←熊本、長崎方向京都方向→ |                     |                     |                     |                     |                     |                   |                    |                    |                    |                   |                   |                   |
| \| 編成 \| 那霸編成・熊本→京都 \| 那霸編成・熊本→京都 \| 那霸編成・熊本→京都 \| 那霸編成・熊本→京都 \| 那霸編成・熊本→京都 \| 曉編成・長崎→京都 \| 曉編成・長崎→京都 \| 曉編成・長崎→京都 \| 曉編成・長崎→京都 \| 曉編成・長崎→京都 \| 曉編成・長崎→京都 \| \| \| 車廂編號 \| 電源車 \| 1 \| 2 \| 3 \| 4 \| 5 \| 6 \| 7 \| 8 \| 9 \| 10 \| \| \| 客車款式 \| KaNi24 17 \| OHaNeFu25 109 \| OHaNe25 136 \| SuHaNe25 2131 \| OHaNeFu25 2108 \| SuHaNeFu15 14 \| ORoNe14 303 \| OHaNe14 301 \| OHaNe15 351 \| SuHaNeFu15 12 \| OHa14 302 \| \| \| 機車 \| 熊本→鳥栖 ED76-92 \| 熊本→鳥栖 ED76-92 \| 熊本→鳥栖 ED76-92 \| 長崎→門司 ED76-94 \| 長崎→門司 ED76-94 \| 長崎→門司 ED76-94 \| 門司→下關 EF81-411 \| 門司→下關 EF81-411 \| 門司→下關 EF81-411 \| 下關→京都 EF66-42 \| 下關→京都 EF66-42 \| 下關→京都 EF66-42 \| |                     |                     |                     |                     |                     |                   |                    |                    |                    |                   |                   |                   |
| 編成 | 那霸編成・熊本→京都 | 那霸編成・熊本→京都 | 那霸編成・熊本→京都 | 那霸編成・熊本→京都 | 那霸編成・熊本→京都 | 曉編成・長崎→京都 | 曉編成・長崎→京都  | 曉編成・長崎→京都  | 曉編成・長崎→京都  | 曉編成・長崎→京都 | 曉編成・長崎→京都 |                   |
| 車廂編號 | 電源車              | 1                   | 2                   | 3                   | 4                   | 5                 | 6                  | 7                  | 8                  | 9                 | 10                |                   |
| 客車款式 | KaNi24 17           | OHaNeFu25 109       | OHaNe25 136         | SuHaNe25 2131       | OHaNeFu25 2108      | SuHaNeFu15 14     | ORoNe14 303        | OHaNe14 301        | OHaNe15 351        | SuHaNeFu15 12     | OHa14 302         |                   |
| 機車 | 熊本→鳥栖 ED76-92   | 熊本→鳥栖 ED76-92   | 熊本→鳥栖 ED76-92   | 長崎→門司 ED76-94   | 長崎→門司 ED76-94   | 長崎→門司 ED76-94 | 門司→下關 EF81-411 | 門司→下關 EF81-411 | 門司→下關 EF81-411 | 下關→京都 EF66-42 | 下關→京都 EF66-42 | 下關→京都 EF66-42 |

### JR九州復活藍色列車「曉」
- 2009年（平成21年）
  - 3月21日：為了紀念門司車長區成立100周年，開設從長崎站前往門司港站的復活列車「曉」。
  - 6月20日：開設復活列車「曉」，行走於門司港站至長崎站之間，途經筑豐本線。這是1985年3月14日「曉」3、2號（當時）改經博多站24年後，再次設有「曉」駛入筑豐本線。

## 阪神淡路大地震之繞路行駛
在1995年（平成7年）1月17日發生阪神大地震，使東海道、山陽本線（JR神戶線）不能通行，「曉」在當天起暫停服務。但是在1月30日至3月31日之間，開設了繞經福知山線、山陰本線和播但線的臨時臥鋪特急「曉」81、82號，以避開不能運行路段（同時也開設「那霸」81、82號，一樣都是繞路行駛）。
由於播但線的有效車廂數目為8卡，為了保持運輸能力，在必需要電源車的情況下，「曉」以7卡編成，所有車廂使用14系臥車。當中，4卡於長崎站到發，3卡於佐世保站到發。在繞經路段中，列車需要在和田山站改變行車方向（另外佐世保站到發編成也需要在早岐站再次改變行車方向），因此列車於京都站通常都是逆向編成，從京都站出發時，從機車後方的編成是佐世保站到發編成。
同樣受到地震影響使「櫻」也需要繞路行駛。「櫻」的繞路區間為京都站至福知山站之間，途經山陰本線。
停車站
京都站 - 新大阪站 - 大阪站 - 岡山站 - 廣島站 - 岩國站 - （柳井站） - 德山站 - （防府站） - 小郡站 - 宇部站 - 下關站 - 門司站 - 小倉站 - 博多站 - 鳥栖站 - 佐賀站 - 肥前山口站 - 肥前鹿島站 - 諫早站 - 長崎站 ／肥前山口站（現時：江北站） - 武雄溫泉站 - 有田站 - 早岐站 - 佐世保站
* （　）為只有82號停靠。

## 注腳
1. 1 2 3  宇都宮照信; 栗原隆司. . 海鳥社. 2009: 124–125. ISBN 978-4-87415-717-6 （日语）.
2. 1 2  交通新聞社 (编). . 西日本旅客鉄道. 1996: 825 （日语）.
3. ↑  交通新聞社 (编). . 西日本旅客鉄道. 1996: 1110 （日语）.
4. 1 2  . 交通新聞 (交通新聞社). 1998-10-05: 1 （日语）.
5. ↑   (新闻稿). 西日本旅客鉄道. 1999-12-17. （原始内容存档于2000-03-03） （日语）.
6. ↑   (PDF) (新闻稿). 西日本旅客鉄道. 2005-08-05. （原始内容 (PDF)存档于2005-11-04） （日语）.
7. ↑  交通新聞社 (编). . 西日本旅客鉄道. 1996: 1028 （日语）.
8. ↑  交通新聞社 (编). . 西日本旅客鉄道. 1996: 830 （日语）.
9. ↑  交通新聞社 (编). . 西日本旅客鉄道. 1996: 1029 （日语）.
10. ↑  交通新聞社 (编). . 西日本旅客鉄道. 1996: 833 （日语）.